# Waldemar IV van Sleeswijk
Waldemar IV van Sleeswijk (1265-1312) was de oudste zoon van hertog Erik I van Sleeswijk en van Margaretha van Rügen. Hij volgde in 1283 zijn vader op als hertog van Sleeswijk, maar diende de eerste jaren als minderjarige te regeren onder de voogdij van Erik V van Denemarken. In 1284 verleende hij stadsrechten aan Flensburg. Hij lag geregeld overhoop met Denemarken. Op buitenlands vlak betrachtte Waldemar toenadering tot Noorwegen en Zweden. Hij bevorderde tevens handel en nijverheid in de steden van het hertogdom.
In 1287 huwde Waldemar IV met Elisabeth, de dochter van hertog Johan I van Saksen-Lauenburg, en in 1306 met Anastasia van Schwerin, dochter van graaf Nikolaas V. Waldemars weduwe trouwde nadien met Gerard II van Holstein-Plön (1276-1323). Uit zijn eerste huwelijk was Waldemar de vader geworden van Erik II (1290-1325).